# 姜峯訓
姜 峯訓（カン・ボンフン、朝鮮語: 강봉훈）は、朝鮮民主主義人民共和国の政治家。慈江道党委員会委員長、朝鮮労働党中央委員会委員候補。朝鮮労働党副部長などを歴任した。

## 経歴
出生地や生年月日は不明。2016年5月9日に開催された朝鮮労働党第7次大会で朝鮮労働党中央委員会委員候補に選出された。同年9月には朝鮮労働党副部長として報道された。
2019年4月10日に開催された党中央委員会第7期第4回総会で内閣総理（首相）に転出した金才龍の後任として慈江道党委員会委員長に任命された。
2021年9月9日に行われた建国73周年慶祝閲兵式では、慈江道労農赤衛軍縦隊を率いて行進した。
2024年7月29日、平安北道で起きた水害被害の視察に訪れた金正恩が移動列車内で主宰した党政治局非常拡大会議において、慈江道党責任書記を解任された。
北朝鮮の最高指導者、金正恩氏はこれに激怒し、防災責任を果たさなかった当局者を厳しく処罰すると表明したと伝えられており、すでに短期間に20～30人以上の地方当局者を処刑している。含む慈江省の責任書記であり、地方行政長官の地位にある姜峯訓氏も含まれる。

## 参考サイト
북한정보포털
| 先代金才龍 | 慈江道党委員会委員長2019年 - 2024年 | 次代不明 |